# Giochi della III Olimpiade
I Giochi della III Olimpiade (in inglese: Games of the III Olympiad), noti anche come Saint Louis 1904, si svolsero a Saint Louis, negli Stati Uniti d'America, dal 1º luglio al 23 novembre 1904.
Se la confusione che caratterizzò i Giochi olimpici del 1900 a Parigi aveva rischiato di danneggiare seriamente il movimento olimpico, nel 1904 agli errori commessi in Francia se ne aggiunsero altri ben più gravi che rischiarono di abbattere definitivamente il già precario movimento olimpico. Pierre de Coubertin, che prevedendo il disastro organizzativo non aveva assistito alle gare, volle che si voltasse subito pagina e il CIO assegnò i giochi del 1908 prima a Roma e poi a Londra, scelta che segnerà il futuro successo della manifestazione.

## Assegnazione
Il 22 maggio 1901, durante il quarto congresso del CIO a Parigi, era stata scelta la città di Chicago per ospitare i giochi del 1904. Il CIO aveva assegnato i Giochi agli Stati Uniti innanzitutto in segno di gratitudine nei confronti degli atleti americani che avevano partecipato numerosi ai Giochi di Atene e Parigi, e in secondo luogo per la convinzione che tale scelta potesse riscattare immediatamente l'edizione parigina di un anno prima. Nel maggio del 1904, tuttavia, i responsabili della Louisiana Purchase Exposition di Saint Louis, una grande fiera campionaria organizzata per celebrare il centenario del passaggio della Louisiana agli Stati Uniti d'America, espressero timori sul fatto che l'Olimpiade avrebbe sottratto visitatori alla fiera, minacciando di far svolgere delle gare di atletica in concomitanza con le competizioni olimpiche se i giochi olimpici non fossero stati spostati nella loro città. Il CIO decise di lasciare l'ultima decisione al presidente Theodore Roosevelt, che alla fine optò per il trasferimento. 

## I Giochi

### Paesi partecipanti

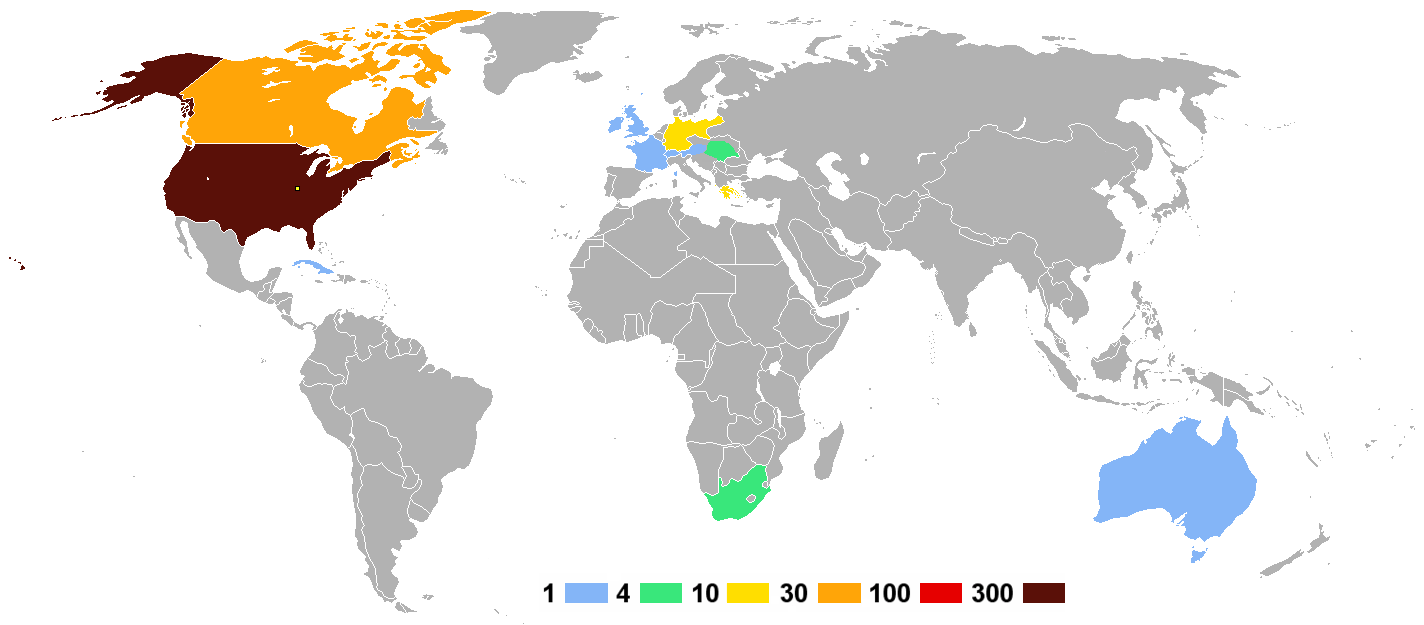
Numero di atleti per paese

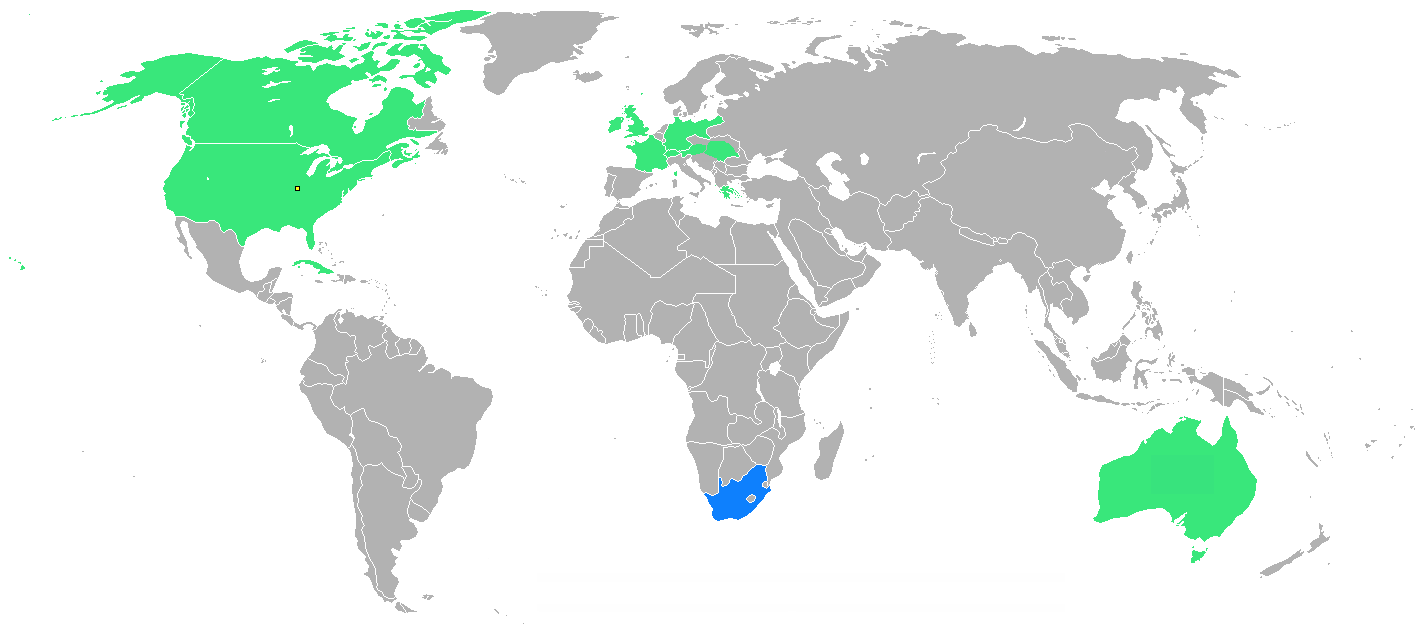
Paesi partecipanti.
Blu = Prima apparizione
Verde = Partecipazioni successive.
In giallo la città ospitante (Saint Louis)

La tensione provocata in Europa dallo scoppio della guerra russo-giapponese e le difficoltà logistiche di raggiungere Saint Louis (città situata nello stato del Missouri, nell’entroterra del continente americano) tennero molti atleti europei lontano dai giochi. All'olimpiade parteciparono 651 atleti, tra cui 6 donne, la quasi totalità dei quali proveniva dagli Stati Uniti (solo 53 atleti estranei al continente nordamericano parteciparono). In alcune discipline si arrivò addirittura ad assegnare contemporaneamente il titolo di campione nazionale degli Stati Uniti e di campione olimpico, in quanto non era presente nessun atleta di altre nazioni.
Oltre ai padroni di casa, furono rappresentate altre 12 nazioni; anche se l'Italia non inviò nessuna rappresentativa ufficiale, un atleta italiano partecipò alle gare: fu il ciclista Frank Bizzoni, residente negli Stati Uniti ma all'epoca ancora cittadino italiano.
In elenco i paesi partecipanti in ordine alfabetico (tra parentesi il numero di atleti per delegazione):
- Australia (2)
- Austria (2)
- Canada (52)
- Cuba (3)
- Francia (1)[3]
- Germania (17)
- Gran Bretagna (3)

- Grecia (14)
- Italia (1)[4]
- Ungheria (4)
- Stati Uniti (523)
- Sudafrica (8)
- Svizzera (1)

### Discipline
I Giochi della III Olimpiade hanno previsto 17 sport per un totale di 91 discipline divise in 94 eventi. Rispetto ai precedenti programmi olimpici, furono aggiunti il pugilato e la pallacanestro, mentre la lotta, assente  all'edizione del 1900, fu reintegrata. Altri sport, come il ciclismo e il tiro a segno, non fecero parte del programma ufficiale, mentre il golf fece la sua ultima apparizione olimpica, a cui farà seguito una prolungata assenza, fino alla XXXI edizione, tenutasi nel 2016 a Rio de Janeiro. Nel nuoto fu introdotto per la prima volta il crawl, o stile libero.
| Sport             | Disciplina        | Maschile | Femminile | Totali |
| ----------------- | ----------------- | -------- | --------- | ------ |
| Atletica leggera  | Atletica leggera  | 25       |           | 25     |
| Calcio            | Calcio            | 1        |           | 1      |
| Canottaggio       | Canottaggio       | 5        |           | 5      |
| Ciclismo          | Ciclismo          | 7        |           | 7      |
| Ginnastica        | Ginnastica        | 13       |           | 13     |
| Golf              | Golf              | 2        |           | 2      |
| Lacrosse          | Lacrosse          | 1        |           | 1      |
| Lotta             | Lotta             | 7        |           | 7      |
| Nuoto             | Nuoto             | 9        |           | 9      |
| Pallacanestro     | Pallacanestro     | 1        |           | 1      |
| Pugilato          | Pugilato          | 7        |           | 7      |
| Roque             | Roque             | 1        |           | 1      |
| Scherma           | Scherma           | 5        |           | 5      |
| Sollevamento pesi | Sollevamento pesi | 2        |           | 2      |
| Tennis            | Tennis            | 2        |           | 2      |
| Tiro alla fune    | Tiro alla fune    | 1        |           | 1      |
| Tiro con l'arco   | Tiro con l'arco   | 3        | 3         | 6      |
| Totale (17 sport) | (91 discipline)   | 91       | 3         | 94     |

### Calendario degli eventi

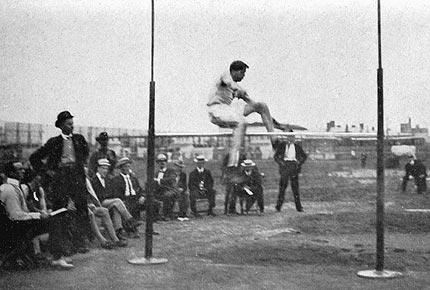
Ray Ewry durante una gara

I giochi furono aperti il 1º luglio e si conclusero il 23 novembre, quasi cinque mesi dopo la loro inaugurazione.

### Avvenimenti principali
Come quattro anni prima a Parigi, Ray Ewry vinse tutte e tre le gare di salto da fermo. Nell'atletica leggera, gli americani Archie Hahn, Jim Lightbody e Harry Hillman, vinsero tre medaglie d'oro ciascuno. L'atleta non americano più medagliato fu il tedesco Emil Rausch, che vinse tre gare di nuoto, una in più dell'ungherese Zoltán Halmay.

#### Le Giornate Antropologiche

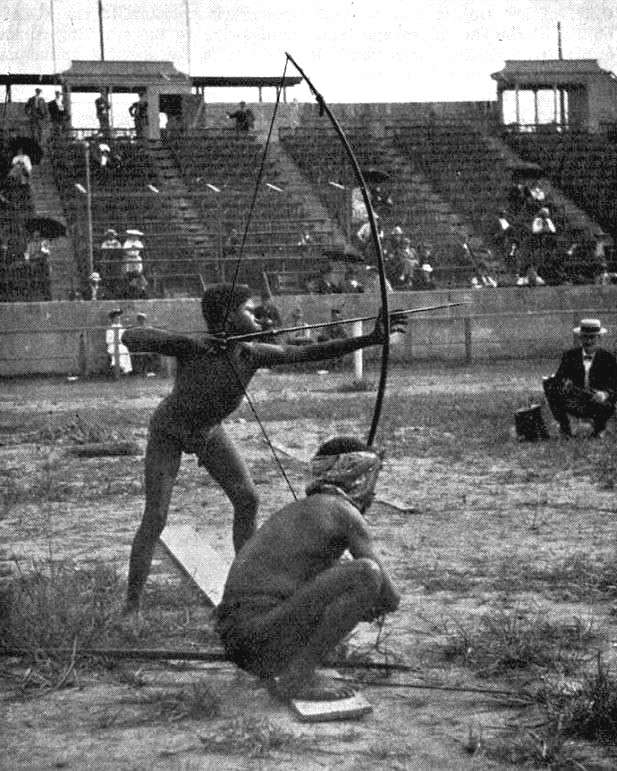
Una gara di tiro con l'arco durante una "giornata antropologica"

Durante i giochi furono organizzate le cosiddette "Giornate Antropologiche", ovvero competizioni in cui venivano fatte gareggiare persone di razze considerate inferiori ai bianchi, quali pigmei, Amerindi, Inuit, Mongoli e altre. Alle Giornate Antropologiche, che spesso finivano per ridicolizzare le razze dei partecipanti, assistettero migliaia di persone. Quasi tutti coloro che parteciparono a quelle "gare" erano stati in precedenza pagati dagli organizzatori.
Oltre a ciò, furono organizzate anche delle gare per fenomeni da baraccone e per anziani, o almeno per coloro che erano considerati tali a quell'epoca, e cioè aventi un'età di almeno 33 anni.

## Medagliere

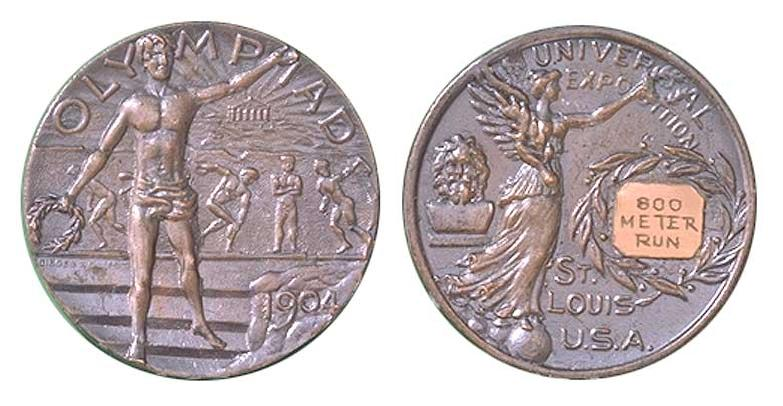
Medaglia d'argento per gli 800 m

A Saint Louis furono distribuite per la prima volta delle medaglie d'oro, argento e bronzo ai primi tre classificati delle gare olimpiche. Gli Stati Uniti vinsero 77 delle 95 medaglie d'oro in palio e 236 delle circa 300 medaglie totali.
  Nazione ospitante 
| Pos.   | Paese         | Oro | Argento | Bronzo | Totale |
| ------ | ------------- | --- | ------- | ------ | ------ |
| 1      | Stati Uniti   | 78  | 82      | 79     | 239    |
| 2      | Germania      | 4   | 4       | 5      | 13     |
| 3      | Cuba          | 4   | 2       | 3      | 9      |
| 4      | Canada        | 4   | 1       | 1      | 6      |
| 5      | Ungheria      | 2   | 1       | 1      | 4      |
| 6      | Squadra mista | 1   | 1       | 0      | 2      |
| 6      | Gran Bretagna | 1   | 1       | 0      | 2      |
| 8      | Grecia        | 1   | 0       | 1      | 2      |
| 8      | Svizzera      | 1   | 0       | 1      | 2      |
| 10     | Austria       | 0   | 0       | 1      | 1      |
| Totale | Totale        | 96  | 92      | 92     | 280    |